# Grand Theft Auto: Vice City Stories
Grand Theft Auto: Vice City Stories zkráceně GTA:VCS je videohra ze série Grand Theft Auto vydaná roku 2006. Nejdříve byla vydaná na PlayStation Portable a poté na PlayStation 2 (2007). Ve Vice City Stories je stejná možnost multiplayeru jako v GTA:LCS, tedy možnost výběru druhu multiplayeru a skinů, od bezdomovce po Martineze.

## Příběh
GTA: Vice City Stories se odehrává v roce 1984 ve Vice City, které se objevilo již ve hře Grand Theft Auto: Vice City.
Ve VCS se hráč vžívá do role Victora Vance, bratra Lance Vance známého z GTA: Vice City.
Ze začátku pracuje pro seržanta Martineze, který je profesionální voják a bokem má rozjeté další nelegální kšefty.

## Balónky, výtržnosti a unikátní skoky
Dalším cílem hry je sestřelit 99 balónků, provést 30 výtržností a skočit 30 unikátních skoků.

### Odměny za sestřelené balónky
Vždy, když hráč sestřelí nějaký určitý počet balónků, objeví se mu před domem:
10 – 9mm
20 – Škorpion
30 – Stubby
40 – Molotovy
50 – AK-47
60 – Neprůstřelná vesta
70 – Plamenomet
80 – Revolver
90 – Sniper Rifle
99 – M-60

### Odměny za výtržnosti
Odměny za výtržnosti se mírně liší od odměn za sestřelené balónky.
Odměny se počítají tak, že když hráč spáchá první výtržnost, dostane 50$, při každé další výtržnosti se odměna zvyšuje o 50$.

## Gangy
Gangy ve VCS jsou drsné a tvrdé

### Cholos
Gang Cholos pochází z Mexika a Latinské Ameriky. Jejich území se nachází v Little Haiti a kus v Little Havaně.
Jejich vozidlo je Cholo Sabre
Jejich úhlavní nepřátelé jsou Los Cabrones.

### Los Cabrones
Gang Los Cabrones pochází z Kuby a nachází se v Little Havaně.
Pro tento Gang budete dělat několik misí.
Jejich vozidlo je Cuban Hermes.
Jejich hlavní nepřátelé jsou Cholo.

### Motorkáři (Bikers)
Motorkáři věčně bojují o území s Gangem Sharks. Nacházejí se v Downtownu.
Jejich vozidlo je Biker Angel

### Vice City Sharks
Gang Sharks se vyskytuje ve Vice Pointu, Washington Beach a Ocean Beach a je nejbohatším gangem ve VCS.
Podle toho taky vypadají jejich zbraně, mají MP5 a Pistole. Později zaberou i Prawn Island.
Jezdí v Rancheru.
Věčně bojují o území s Motorkáři.

## Doručování vozidel
Vedlejší mise jsou doručování vozidel buď do civilního přístavu, nebo garáže.
Zde je jejich seznam:
Streefighter (300$),
Sanchez (200$),
Oceanic (500$),
Cuban Hermes (400$),
Polaris V8 (700$),
Stallion (600$),
Ponny (400$),
Boxville (500$).
Wintergreen (300$),
Freeway (400$),
Banshee (600$),
Cheetah (700$),
Comet (500$),
Sentinel XS (500$),
Mule (600$),
Phoenix (600$).
PCJ-600 (500$),
Deluxo (700$),
Infernus (900$),
Sabre (600$),
Stretch (700$),
Stinger (600$),
Maverick (900$),
Sparrow (800$).
Dinghy (300$),
Jetski (500$),
Marquis (900$),
Rio (700$),
Reefer (600$),
Violator (700$),
Squallo (800$),
Tropic (700$).

## Multiplayer

### Multiplayerové módy

#### Empire Takedown
Jako v Empire Building hráč musí zničit budovu nepřátel a oni musí chránit svou budovu.

#### V.I.P. R.I.P.
Jako V.I.P. osoba musí hráč získat 5 kufříků, se kterými musí utéct někam do bezpečí.

#### Street Rage
Závodění ve vybraném autě, vítězí ten, kdo dojede první.

#### Grand Theft Auto
Hráčův úkol je ukrást určená vozidla a dovézt je v co nejlepším stavu na určené místo.

#### Taken For A Ride
Hráčův úkol je ukrást auto nepřátelskému týmu a dovézt ho do území svého týmu.

#### The Hitlist
Jeden hráč je označen a musí přežít co nejdelší dobu. Vyhrává ten, kdo zůstane nejdéle naživu.

#### Vice City Survivor
Hraje se buď na týmy nebo všichni proti všem. Cílem je zabít co nejvíc hráčů a sám přežít.

#### Protection Racket
Jeden tým jede v limuzíně, druhý tým musí limuzínu zničit.

#### Might Of The Hunter
Hráč dostane Huntera, musí co nejdéle viset ve vzduchu a nesmí se nechat sestřelit hráči ze země.

#### Tanks For The Memories
Hráč dostane Rhino, musí co nejdéle jet v nehořícím tanku, nesmíte se nechat zabít nepřítelem.

### Přezdívky v Multiplayeru
Přezdívku v multiplayeru si hráč vybere tak, že v systému PSP najede na Settings potom na System Settings a na nick.

### Cheaty na multiplayerové textury
25%: ↑,↑,↑,∉,∉,∆
50%: ↑,↑,↑,o,o,x
75%: ↑,↑,↑,x,x,∪
100%: ↑,↑,↑,∆,∆,o